# Khasso

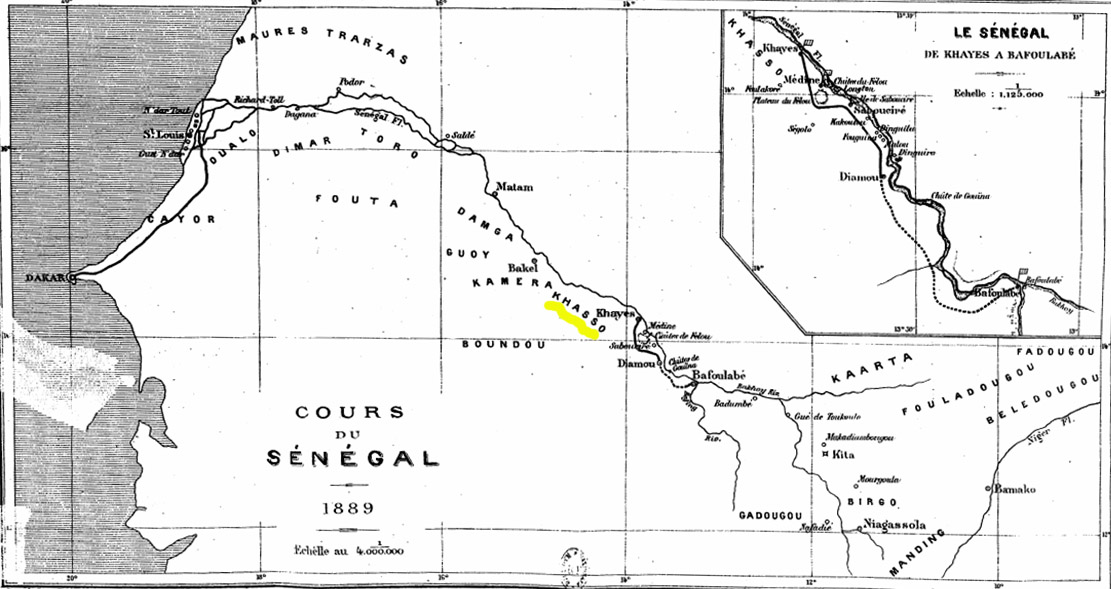
Khasso en un mapa del riu Senegal de 1889

El regne de Khasso (Xaaso) fou un antic estat africà, a un territori entre els actuals estats del Senegal i Mali (regió de Kayes). Econòmicament el país vivia de la ramaderia i l'agricultura i especialment del cultiu del cotó (el territori era fèrtil); s'explotava l'or de la regió del Bambuk. Les ètnies principals a part els khassonkés (del grup manding, format per una barreja de peuls i malinkés) eren els soninkés, el peuls, els malinkés, els bambares i els maures.

## Història
El país de Khasso estava dominat pels malinkés. Diadié Kundabalo era el cap dels peuls que van arribar al país malinké al començar el segle xvi. Yamadou Hawa, descendent de Diadié Kundabalo, fou el primer a disputar el poder als malinkés que fins aleshores eren senyors indiscutits del territori. A la batalla de Toumbifara, va derrotar els malinkés i va assolir el poder (finals del segle XVII).
El seu fill Séga Doua, que va regnar de 1681 a 1725, es pot considerar el primer rei (fankamala) de Khasso; Va fusionar a peuls i malinkés (originant els khassonkés) i va reforçar l'estat que va tenir diversos reis fins a Demba Séga, mort el 1796; llavors va esclatar una guerra de successió entre els dos fills Dibba Sambala i Demba Maddy, que va portar a la divisió de l'estat en cinc petits regnes a l'entorn del 1800 (amb quatre branques de la nissaga reial, els dembaya, els silatiguiya -que van formar dos regnes, Séro i Almamy-, els diadiéya i els guimbaya); el més poderós fou el regne de Dembaya on governà Hawa Demba Diallo (1805-1830) amb capital a Médine (actual Mali). Els altres quatre regnes foren:
- Séro
- Almamy
- Diadiéya
- Guimbaya

Els reis del Khasso lluitaven sovint contra els estats malinkés del sud, al Bambuk i rodalia on el reis (titulats farin) van ser de vegades vassalls dels khassonkés, especialment l'estat malinké-khasonké del Niatiaga. Bodian Moriba, rei bambara de Yélimane (1815-1832) va fer la guerra contra algun o alguns dels regnes khassonkés. El 1819 els bambara de Ségou van sotmetre el regne principal però per poc temps.
El 1857 el regne khassonké de Dembaya fou atacat per al-Hadjdj Umar que l'abril va assetjar Médine, però fou salvat per la intervenció francesa que va enviar una columna que va fer aixecar el setge el 18 de juliol.
En endavant els regnes de Khasso van quedar sota influència francesa; el protectorat francès es va proclamar el 1880 i junt amb territoris dels wòlof van formar una unitat administrativa coneguda com a Khasso-Wolof (a la que es va afegir la part de Kaarta ocupada el 1878). El 1885 les guerres i les expedicions de saqueig foren prohibides i el nombre d'esclau, molt elevat, va començar a baixar. El 27 d'agost de 1892 es va formar la colònia del Sudan Francès dins de la que Khasso va quedar integrada.

## Reis (fankamala) de Khasso

### Regne peul
- Jaje Jaalo
- Mare Mfa Jaalo
- Maxanja Mbata Jaalo
- Sandiki Xoi Jaalo

### regne khassonké
- Amadu Awa Jaalo (Yamadou Hawa) vers 1690?
- Seega Dua Jaalo vers 1698 - 1725?
- Jaje Gansiri Jaalo vers 1730?
- Gimba Kinti Jaalo vers 1737?
- Demba Seega Jaalo 1744?- 1796
- Uri Jaje Jaalo 1796 - ?
- Safere Jaalo ? - 1803
- Diba Sambala Jaalo 1803 - 1804
- Muusa Xoi Jaalo 1804 - 1805
- Awa Demba Jaalo 1805 - 1819
- Al regne bambara de Segu 1819- vers 1820?
- Awa Demba Jaalo vers 1820? - 1830
- Kinti Sambala Jaalo 1830 - 1854
- Juka Sambala Jaalo 1854 - 1880
- Maxani Sambala Jaalo 1880 - 1890?
- Demba Yamadu Jaalo vers 1890-1902
- Sidi Gesse Jaalo 1902 - 1905
- Kita Demba Jaalo 1905 - ?

## Font
- Sékéné Mody Cissoko, Le Khasso face à l'empire Toucouleur et à la France dans le Haut-Sénégal 1854-1890, édition l'Harmattan, Paris, 1988; reproduït al lloc web del Khasso Arxivat 2008-09-29 a Wayback Machine.